# Onthophagus laratinus
Onthophagus laratinus là một loài bọ cánh cứng trong họ Bọ hung (Scarabaeidae).